# Ксанти (округ)
Округ Ксанти је округ у периферији Источна Македонија и Тракија и историјској покрајини Тракији, у североисточној Грчкој. Управно средиште округа је истоимени град Ксанти, а друго по значају је насеље Мики.
Округ Ксанти је успостављен 2011. године на месту некадашње префектуре, која је имала исти назив, обухват и границе.

## Природне одлике
Округ Ксанти налази се на северу Грчке и и својом северном границом је погранична према Бугарској. На југу се округ пружа дуж северне обале Егејског мора. На западу се овај округ граничи са округом Драма, на југозападу са округом Кавала, а на истоку са округом Родопи.
Подручје Ксантијског округа има средиште у приобалној равиници на северној обали Егејског мора. Равница је у приморском делу мочварна. Северна половина префектуре је планинска и ту се налазе планине из система Родопа: на североистоку планина Папингио, а на истоку Коула. Најважнија река је Места, која је погранична према префектури Кавала.
Клима је средоземна дуж обале и на нижим теренима, док је у унуташњости и на планинама клима оштрија.

## Историја
Током старогрчког времена ова област била је на крајњем северу цивилизацијског подручја и тиме заостала. Из доба хеленистичког периода пронађени су гробови из 2. века п. н. е. Током римског времена ово подручје је знатно напредовало, пре свега захваљујући добром положају на путу Игњација. У доба Византије средиште подручја, град Ксанти изграђен је као јака тврђава, видљива и данас.
Крајем 14. века подручје Ксантија су заузеле Османлије, које остају овде следећих 5 векова. Током 20. века у овом подручју десиле су се знатне промене. 1912. г. Првим балканским ратом дотад турско подручје постало део Тракије под влашћу Бугарске, да би после Првог светског рата било враћено Грчкој. После тога, услед Грчко-турског рата 1922-23. г., дошло је до исељавања Турака и досељавања Грка из Мале Азије. Ово је довело до великих промена у структури становништва, али је префеткури и даље остала да постоји бројна муслиманска мањина.

## Становништво
По последњим проценама из 2005. године округ Ксанти је имао око 105.000 становника, од чега више око 40% живи у седишту округа, граду Ксантију.
Етнички састав: Већинско становништво округа су Грци (3/5), а значајан део (2/5) чини муслиманска мањина у Грчкој (једина званично призната мањина у држави). Њу махом чине Турци (50%), али Бугари-Помаци (35%) и Роми (15%). Значајна део Грка води порекло од избеглица из Мале Азије.
Густина насељености је око 60 ст./км2, што је осетно мање од просека Грчке (око 80 ст./км2). Равничарски део око града Ксантија је много боље насељен него планинска област на северу.

## Управна подела и насеља
Округ Ксанти се дели на 4 општине:
1. Абдера
2. Ксанти
3. Мики
4. Топејирос

Ксанти је седиште округа и једино веће насеље (> 10.000 ст.) у округу.

## Привреда
Округ Ксанти спада у слабије развијене округе Грчке. Главне привредне гране су пољопривреда, шумарство и лака индустрија.